# Équipe cycliste XSpeed United Continental
L'équipe cycliste XSpeed United Continental est une équipe cycliste canadienne, ayant le statut d'équipe continentale. Elle est créée en 2019 sous licence Hongkongaise.

## Histoire de l'équipe
L'équipe est fondée en 2019 sous le nom de X-Speed United et court sous une licence de Hong Kong. Elle est composée de coureurs de trois pays différents : Hong Kong, Australie et Canada. L'équipe remporte une victoire cette année-là grâce à Ryan Roth lors de la première étape du Tour d'Iskandar Johor, une course malaisienne.
En 2020, le nom de l'équipe est changé pour XSpeed United Continental. Elle court également sous le drapeau canadien depuis cette année-là et devient plus internationale. En plus des Canadiens et des Australiens, un Hongrois, un Luxembourgeois et un Britannique sont recrutés. En outre, le Belge Wim Reynaerts et le Néerlandais Jesse Raas se joingnent à eux. L'équipe n'enregistre aucune victoire professionnelle cette année.
Un an plus tard, quatre Belges et deux Néerlandais courent pour l'équipe, dont Wesley Mol, ainsi que le Bermudien Conor White et le Canadien Derek Gee. En 2022, l'équipe s'internationalise avec 22 coureurs représentant pas moins de douze nationalités différentes. Pour la troisième année consécutive, l’équipe canadienne ne décroche pas de victoire officielle.
En 2023, l'équipe est composée de coureurs de onze nationalités différentes et remporte sa deuxième victoire, grâce à Red Walters lors de la quatrième étape du Tour de Bulgarie devant le Slovaque Simon Nagy. Le Grenadien est également devenu champion national sur route et en contre-la-montre.
Le Néerlandais Mark Groeneveld rejoint la formation pour la saison 2023. Lors de la course Sun Hung Kai Properties Hong Kong Cyclothon remportée par Lukas Pöstlberger, Groeneveld doit abandonner prématurément en raison d'une défaillance matérielle. Le lendemain, son équipe annonce qu'il est décédé subitement à 20 ans, probablement d'une crise cardiaque,.
En 2024, la Croate Mia Radotić rejoint l'équipe dirigeante pendant un an. En 2025, la majorité des coureurs quittent l'équipe et sont remplacés par des coureurs du Canada, du Danemark, de Norvège, des États-Unis et du Royaume-Uni, entre autres. Le manager de l'équipe Jonathan Blazevic est remplacé par le Belge Sven Batteau.

## Principales victoires

### Championnats nationaux
- Championnats de Grenade sur route : 2
  - Course en ligne : 2023 (Red Walters)
  - Contre-la-montre : 2023 (Red Walters)

## Classements UCI
L'équipe participe aux épreuves des circuits continentaux et en particulier de l'UCI America Tour. Les tableaux ci-dessous présentent les classements de l'équipe sur les différents circuits, ainsi que son meilleur coureur au classement individuel.
UCI America Tour
| UCI America Tour | UCI America Tour       | UCI America Tour                          | UCI America Tour |
| Année            | Classement par équipes | Meilleur coureur au classement individuel |                  |
| ---------------- | ---------------------- | ----------------------------------------- | ---------------- |
| 2019             | -                      | Evan Burtnik (173e)                       |                  |
| 2020             | 15e                    | -                                         |                  |
| 2021             | 7e                     | Conor White (59e)                         |                  |
| 2022             | 22e                    | Evan Burtnik (141e)                       |                  |
| 2023             | 15e                    | Red Walters (49e)                         |                  |
| 2024             | 8e                     | Red Walters (39e)                         |                  |
|                  |                        |                                           |                  |
| Source : UCI     |                        |                                           |                  |

UCI Europe Tour
| UCI Europe Tour | UCI Europe Tour        | UCI Europe Tour                           | UCI Europe Tour |
| Année           | Classement par équipes | Meilleur coureur au classement individuel |                 |
| --------------- | ---------------------- | ----------------------------------------- | --------------- |
| 2020            | -                      | Tom Thill (870e)                          |                 |
| 2021            | -                      | Simon Daniels (627e)                      |                 |
| 2022            | -                      | Jaakko Sillankorva (1262e)                |                 |
| 2023            | -                      | Bernardo Gonçalves (1785e)                |                 |
| 2024            | -                      | Zak Coleman (772e)                        |                 |
|                 |                        |                                           |                 |
| Source : UCI    |                        |                                           |                 |

UCI Oceania Tour
| UCI Oceania Tour | UCI Oceania Tour       | UCI Oceania Tour                          | UCI Oceania Tour |
| Année            | Classement par équipes | Meilleur coureur au classement individuel |                  |
| ---------------- | ---------------------- | ----------------------------------------- | ---------------- |
| 2019             | -                      | Dylan McKenna (127e)                      |                  |
| 2022             | -                      | Zakk Patterson (138e)                     |                  |
|                  |                        |                                           |                  |
| Source : UCI     |                        |                                           |                  |

L'équipe est également classée au Classement mondial UCI qui prend en compte toutes les épreuves UCI et concerne toutes les équipes UCI.
| Classement mondial | Classement mondial     | Classement mondial                        | Classement mondial |
| Année              | Classement par équipes | Meilleur coureur au classement individuel |                    |
| ------------------ | ---------------------- | ----------------------------------------- | ------------------ |
| 2019               | 167e                   | Evan Burtnik (1252e)                      |                    |
| 2020               | 155e                   | Tom Thill (1123e)                         |                    |
| 2021               | 87e                    | Conor White (589e)                        |                    |
| 2022               | 169e                   | Evan Burtnik (1139e)                      |                    |
| 2023               | 133e                   | Red Walters (515e)                        |                    |
| 2024               | 90e                    | Red Walters (362e)                        |                    |
|                    |                        |                                           |                    |
| Source : UCI       |                        |                                           |                    |

## XSpeed United Continental en 2022
| Cycliste                 | Date de naissance | Nationalité      | Équipe 2021                   |  |
| ------------------------ | ----------------- | ---------------- | ----------------------------- |  |
| Jack Bardi               | 23 juin 1999      | États-Unis       |                               |  |
| Gilles Borgers           | 10 octobre 1998   | Belgique         | XSpeed United Continental     |  |
| Evan Burtnik             | 3 avril 1997      | Canada           | XSpeed United Continental     |  |
| John Carter              | 14 mars 2003      | Australie        |                               |  |
| Dalton Collins           | 9 janvier 2000    | États-Unis       |                               |  |
| Robbe De Ryck            | 20 mars 2001      | Belgique         |                               |  |
| Sebastian Dreyer Heldahl | 20 février 1999   | Norvège          |                               |  |
| Chris Ernst              | 31 août 1999      | Canada           | XSpeed United Continental     |  |
| Orian Falk-Dotan         | 14 septembre 2003 | Canada           |                               |  |
| Bo Godart                | 31 août 1998      | Belgique         |                               |  |
| Bernardo Gonçalves       | 13 août 1998      | Portugal         | Lviv Continental Cycling Team |  |
| Daniel Koszela           | 21 septembre 1996 | Canada           |                               |  |
| Connor Lambert           | 16 mars 1998      | Irlande          |                               |  |
| Ben Mewes                | 26 janvier 1999   | Royaume-Uni      |                               |  |
| Zakk Patterson           | 7 janvier 2003    | Nouvelle-Zélande |                               |  |
| Jaakko Sillankorva       | 8 août 2000       | Finlande         |                               |  |
| Josh Teasdale            | 23 octobre 1993   | Royaume-Uni      | XSpeed United Continental     |  |
| Mohit Ubhan              | 26 septembre 1991 | Inde             |                               |  |
| Hendrik Vermeulen        | 3 octobre 1996    | Afrique du Sud   |                               |  |
| Stagiaire                | Date de naissance | Nationalité      | Équipe 2022                   |  |
| Cedric Vandesompel       | 4 juin 2001       | Belgique         |                               |  |